# مرطب للبشرة

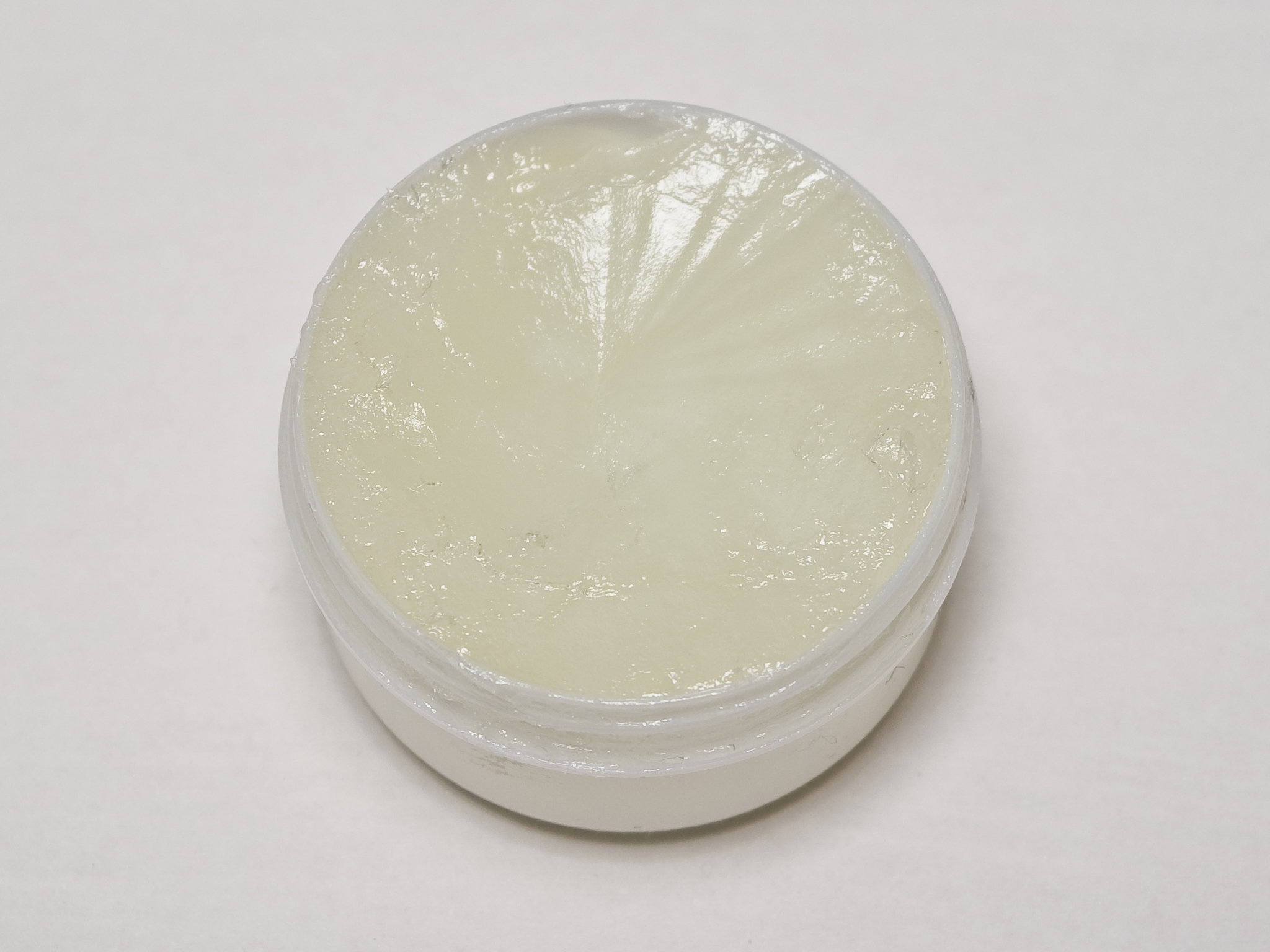
مرطب للبشرة

المرطبات أو المطريات هي مزيج معقد من المواد الكيميائية مصممة خصيصاً لجعل الطبقات الخارجية من الجلد (البشرة) أكثر ليونة ومرونة، وهي تزيد من ترطيب الجلد (محتوى الماء)عن طريق التقليل من التبخر، وتمثل دهون الجلد الطبيعية وستيرول، وكذلك الزيوت الطبيعية أوالصناعية، والمرطبات، والمطريات، ومواد التشحيم، وما إلى ذلك جزء من تركيب مرطبات الجلد التجارية، فهي عادة تتوفر كمنتجات تجارية وتكون للاستخدامات التجميلية والعلاجية، ولكن أيضا من الممكن صنعها في المنزل باستخدام مركبات معروفة من الصيدلية.

## دواعي الاستعمال
تمنع المرطبات وتعالج جفاف الجلد، وتحمي البشرة الحساسة، وتحسن لونها وملمسها وتخفي عيوبها.

### الحفاظ على البشرة العادية
تستخدم المرطبات الخفيفة وغير الدهنية التي تقوم على الماء لمنع البشرة من أن تصبح جافة جداً أو دهنية، وتحتوي غالبا على الزيوت خفيفة الوزن، مثل الكحول سيتيلي، أو المكونات المشتقة من السيليكون، مثل اديتات.

### البشرة الجافة
لمعالجة جفاف البشرة يجب استخدام المرطبات الكثيفة والتي تعتمد على النفط الذي يحتوي على مكونات مثل المواد المضادة للأكسدة، وزيت بذور العنب أو ثنائي الميثيكون، والمنتجات القائمة على الفازلين هي الأفضل لمعالجة الجفاف وتشقق الجلد الشديد وذلك لرطوبته الدائمة أكثر من الكريمات وفعاليته في منع تبخر المياه.

### البشرة الدهنية
المرطبات للبشرة الدهنية مفيدة عند جفاف الجلد أثناء ممارسة الأنشطة، وهي مثل غيرها من منتجات العناية بالبشرة والغسيل، والمرطبات القائمة على الماء غير الزيتية، وهي الأفضل للبشرة الدهنية، حيث تقلل من خطورة ظهور البثور.

### شيخوخة البشرة
المرطبات التي تعتمد على النفط وتحتوي على الفازلين أساساً، بجانب المواد المضادة للأكسدة أو أحماض ألفا هيدروكسي التي تحمي من التجاعيد، هي المناسبة للحفاظ على النعومة والرطوبة الجيدة للبشرة المشيخة.

### البشرة الحساسة
البشرة الحساسة (وهي إما تعرض الجلد للتهيج، والاحمرار، والحكة أو الطفح الجلدي)، فمن الأفضل استخدام المرطبات التي تحتوي على مكونات مهدئة مثل البابونج أو الصبار، والتي تقلل من الحساسية المحتملة من العطور أوالأصباغ، وكذلك المهيجات مثل الأحماض.

#### الأكزيما
يفضل ملائمة مراهم أكثر سمكا لجلد أكثر جفافا، وتقشراً في الأكزيما، والمطريات الخفيفة مثل الكريمات المائية قد لا يكون لها أي تأثير على الجلد حاد الجفاف. وبعض المطريات المعروفة للتخفيف من الأكزيما وتشمل على Oilatum، Balneum، Medi Oil، Diprobase، زيوت الاستحمام وكريم مائي، Sebexol، ومرهم Epaderm، وغسول أو كريم Exederm وEucerin مفيدان أيضا للحكة، المستحضرات أو الكريمات يمكن وضعها مباشرة على الجلد بعد الاستحمام للحبس الرطوبة، ويمكن ارتداء قفازات الترطيب (القفازات التي تبقي المطريات رطبة على جلد اليدين) عند النوم، وعموماً، وضع المطريات مرتين يوميا تعطي نتيجة أفضل، وفي حين انه من السهل وضع الكريمات، فإن البشرة تمتصها بسرعة، ولذلك يجب إعادة ترطيبها بشكل متكرر، تبقى المراهم التي تحتوي على نسب قليلة من الماء على البشرة لمدة أطول ولذلك لاتحتاج للتكرار وضعها، ولكنها قد تكون دهنية وغير مريحة.
وقد استخدم في علاج الأكزيما في الآونة الأخيرة السيراميد وهي المكون الرئيسي للدهن الطبقة المتقرنة وهي غالباً إحدى المكونات للمرطبات الحديثة، وأُنتجت هذه الدهون بنجاح صناعي في المختبر

## آليات العمل
هنالك ثلاث طرق تستخدم لترطيب البشرة:
1- الانسداد: حيث يتم تشكيل طبقة رقيقة على سطح الجلد لمنع فقدان الرطوبة
2- الترطيب: عن طريق جذب بخار الماء من الهواء لترطيب البشرة.
3- استعادة المواد الناقصة: هذه الطريقة أكثر تعقيدا حيث يتم محاولة استعادة عوامل الترطيب الطبيعية على الجلد، مثل الدهون الأمينية.

## مخاطر المرطبات
عاملين يجب أن يؤخذان في الاعتبار عند تقييم سلامة أي مرطب:
1. سلامة المكونات التي يتضمنها

1. خطر التلوث البكتيري

اكتشفت دراسة حديثة أن وضع بعض المرطبات يزيد من حالات الإصابة بسرطان الجلد حيث تم تجربتة على الفئران المعرضة للخطر، ولكن تعرضت تلك الحيوانات للإشعاع UVB بجرعات عالية على مدى فترة طويلة من الزمن قبل استخدام المرطبات وقد تم تجربه أربعة مرطبات معروفة مع ذلك جميعهم اعطو النتيجة نفسها، ولكن حتى الآن لايعرف ما إذا كان هذا الشيء ينطبق على البشر. أما تجربة المرطب الخامس، الذي أعد خصيصا من دون الزيوت المعدنية ودوديسيل كبريتات صوديوم، لم يكن مثل التأثير المرطبات السابقة، وقال الباحثون للجونسون آند جونسون لإنتاج هذا الكريم لأجل الدراسة، حيث منح براءة اختراع من شركة الدواء في وقت لاحق.
بعض الناس يتحسسون من مكونات كيميائية معينة، يمكن أن تسبب تهيج، وطفح جلدي، وتفاعلات ارجية أخرى.
كما هو الحال في معظم منتجات العناية بالبشرة، قد تتعرض المرطبات لخطر التلوث البكتيري الذي قد يسبب المرض.